# Dreams (videojuego)
Dreams es un videojuego de construcción y gestión sandbox desarrollado por Media Molecule y publicado por Sony Interactive Entertainment en exclusiva para la consola PlayStation 4. El juego se centra en "jugar, crear y compartir", y permite a los jugadores crear contenidos de juego que estarán disponibles para los demás usuarios. El 16 de abril de 2019 fue lanzada la versión de acceso anticipado. El lanzamiento completo del juego se produjo el 14 de febrero de 2020.
Dreams incluye varios juegos desarrollados por Media Molecule utilizando el propio juego, incluidos Art's Dream, Ancient Dangers: A Bat's Tale, A Long Climb Ago, varios minijuegos de realidad virtual, y Tren.
El 11 de abril de 2023, Media Molecule anunció en su sitio web que pondrían fin al soporte del servicio en vivo para Dreams en septiembre de 2023, a favor de un nuevo proyecto no anunciado. El soporte del servidor en línea continuará, al igual que la corrección de errores, la curación en el juego, las transmisiones oficiales y la participación y promoción de la comunidad. El juego seguirá disponible para la venta después de esta fecha.

## Jugabilidad
En Dreams, los jugadores controlan un "duende", que se usa para interactuar con el mundo del videojuego (como el cursor de un ratón), crean nuevos elementos y personajes, y manipulan objetos agarrándolos y tirando de ellos. Los jugadores mueven el duende utilizando los mandos DualShock 4 o PlayStation Move. El duende es personalizable, y los jugadores pueden cambiar la emoción del duende dibujando en el panel táctil del mando. El duende tiene la capacidad de poseer personajes presentados en un sueño, lo que le permite a los jugadores tomar el control directo de estos personajes.
Los niveles de los sueños están separados por diferentes segmentos conocidos como "sueños", y estos sueños están conectados por diferentes puertas de entrada, como puertas. Los jugadores se encuentran diferentes acertijos en el juego, los cuales deben ser resueltos usando las habilidades del duende y los personajes poseídos, así como los objetos que los jugadores recuperaron en los sueños. Los elementos recolectados por los jugadores se pueden utilizar para alterar y modificar el estado del mundo del juego.
Los jugadores pueden crear sus propios niveles en el juego utilizando objetos personalizados y preconstruidos. Los jugadores pueden compartir sus niveles completados en línea. El modo multijugador cooperativo también aparece en el juego, lo que permite a los jugadores crear y manipular juntos sus sueños personalizados.

## Desarrollo
Dreams está siendo desarrollado por la empresa Media Molecule, que previamente había desarrollado Little Big Planet y Tearaway. Similar a LittleBigPlanet, los principales ejes del juego son "jugar, crear, y compartir". Su objetivo era fusionar los tres aspectos en una sola experiencia, sin separarlos. El juego dependerá en gran medida de la comunidad, ya que el director técnico Alex Evans dijo que el juego será "definido" por los jugadores en lugar del desarrollador. Con el fin de ayudar a los nuevos jugadores a entrar en el juego, se presenta una campaña de historia para ayudar a los jugadores a adaptarse a la mecánica del juego. Siobhan Reddy, el director del videojuego, agregó que la campaña se usa para iniciar una comunidad, y la creación es el objetivo principal del videojuego.
Uno de los objetivos de la empresa Media Molecule es reinventar la creatividad, según Evans. Como resultado, volvieron a imaginar el juego en algo tan simple como dibujar. Esto llevó al juego a presentar un estilo de arte impresionista e implementar el control basado en movimiento para la PlayStation Move. El equipo usó los sueños como el escenario del juego, ya que creen que les permite a los jugadores tener sus propios estilos e inspira a los jugadores a crear algo "artístico" e "increíble".
En la Gamescom 2012, Media Molecule anunció que estaban trabajando en dos proyectos diferentes, uno de ellos era Tearaway. Dreams fue revelado en PlayStation Meeting 2013, con Evans mostrando una demo técnica en el escenario del videojuego, involucrando a tres personas creando una banda en el juego. Un avance para el juego fue lanzado en julio de 2014. El juego fue anunciado oficialmente en la conferencia de prensa de Sony Computer Entertainment en la Electronic Entertainment Expo de 2015. Una versión beta para el juego iba a ser originalmente lanzada en 2016, pero se ha retrasado hasta 2018.

## Argumento
Dado que Dreams es una colección de juegos y arte, la mayoría de los cuales son generados por los usuarios, no se puede considerar que Dreams tenga una sola trama, ya que la mayoría de los "sueños" basados en historias tienen tramas separadas.
Dreams se desarrolla en el Dreamiverse, un universo surrealista hecho de sueños e ideas. El Dreamiverse está presidido por la Reina de los Sueños, un ser que ayuda al jugador a conocer cada aspecto de Dreams. Los nuevos jugadores utilizan el espacio de la Reina de los Sueños antes de desbloquear el suyo propio. El Dreamiverse también está habitado por el Arquitecto y el Diseñador, dos expertos que enseñan al jugador sobre "DreamShaping" a través de tutoriales en el juego, y los duendes, las criaturas controladas por el jugador que manipulan objetos y poseen personajes. Cada creación en Dreams existe en el Dreamiverse, y el término "Dreamiverse" también se refiere al catálogo de creaciones disponibles para que los jugadores puedan navegar y utilizar en sus propias creaciones.

## Recepción
En general Dreams recibió críticas positivas.